# Electromagnet

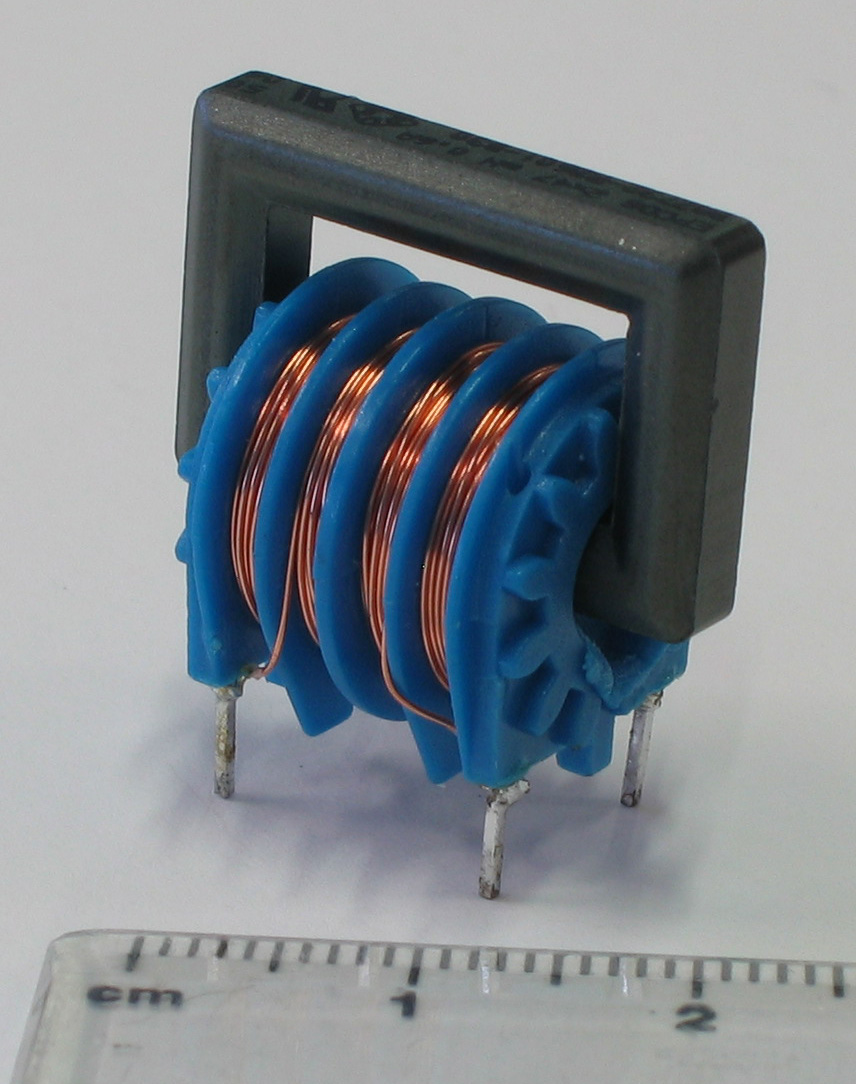
Bobină electromagnetică de 47 mH.

Electromagnetul este un tip de magnet la care câmpul magnetic este produs cu ajutorul curentului electric. În general este alcătuit dintr-o bobină al cărei conductor va fi parcurs de curent. Pentru intensificarea și direcționarea câmpului magnetic, în bobină se poate introduce un miez de fier. Sistemul (ansamblul) bobina cu miez de fier parcursă de curent electric se numește electromagnet.
Principalul avantaj al unui electromagnet pe un magnet permanent este dat de posibilitatea de schimbare rapidă a valorii câmpului magnetic prin controlul valorii curentului electric din bobină. Totuși, spre deosebire de un magnet permanent care nu are nevoie de energie, un electromagnet necesită o alimentare continuă de curent pentru a menține câmpul magnetic.
Electromagneții sunt utilizați pe scară largă ca și componente ale altor dispozitive electrice, cum ar fi motoarele, generatoarele, solenoizii electromecanici, releele, difuzoarele, hard-discurile, aparatele RMN, instrumentele științifice și echipamentele de separare magnetică. Electromagneții sunt, de asemenea, utilizați în industrie pentru preluarea și mutarea obiectelor din fier, cum ar fi fierul vechi și oțelul.

## Istoric

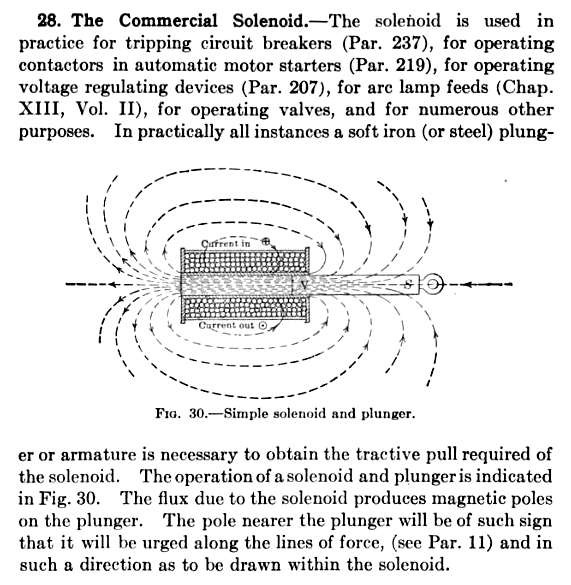
Utilizarea electromagnetului în tehnica auto
(într-o carte din 1920).

Solenoidul - o formă simplificată a bobinei - a fost creat de André-Marie Ampère (1775-1836), care a studiat, pentru prima dată, interacțiunea curenților electrici și efectul magnetic al acestora.
În 1828, William Sturgeon (1783-1850), fizician și inventator britanic, pune în practică această idee. Continuând șirul invențiilor, Sturgeon demonstrează funcționarea motorului electric și apoi inventează galvanometrul. 

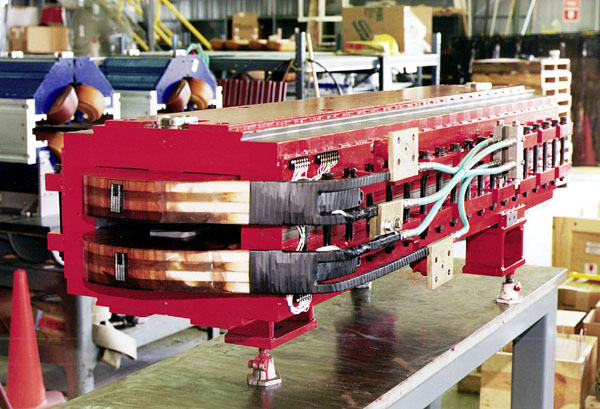
Electromagnet dipol, utilizat la acceleratoare de particule.

Electromagneți foarte puternici se folosesc la acceleratoare de particule.

## Formule
Forța exercitată asupra unui material feromagnetic:
{\displaystyle F={\frac {{B^{2}}S}{2\mu _{0}}}}
unde:
- F este forța (în newtoni)
- B este câmpul magnetic (în tesla)
- S este suprafața fețelor polilor ({\displaystyle m^{2}})

Câmpul magnetic creat de o bobină.

### Alte clasificări
Electromagneții se disting, de asemenea, printr-o serie de alte semne: în conformitate cu metoda de comutare a înfășurărilor, cu înfășurări paralele și în serie; prin natura muncii - care lucrează în moduri lungi, intermitente și pe termen scurt; în funcție de viteza acțiunii - acțiuni de mare viteză și întârzieri, crearea unui câmp magnetic constant sau alternativ etc.